# Дијего Домингез
Дијего Домингуез (шп. Diego Domínguez; рођен 13. октобра, 1991. Шпанија), шпански је глумац,певач и музичар. Најпознатији је по улози Дијега Домингуеза у првој латиноамеричкој Дизни теленовели, Виолета.

## Филмографија
| Улоге Пабла Еспиносе |                     |                            |                  |                                       |
| Година               | Српски назив        | Изворни назив              | Улога            | Напомена                              |
| 2010.                | Физика или хемија   | Física o química           | Андреас          |                                       |
| 2011.                | Тајна Старог Моста  | El secreto de Puente Viejo | Леандро          |                                       |
| 2011.                | Аида                | Aída                       | Кевин            |                                       |
| 2011.                |                     | La pecera de Eva           | Мигуел           |                                       |
| 2013. - 2015.        | Виолета (ТВ серија) | Violetta                   | Дијего Хернандез | појављује се у другој и трећој сезони |